# Ахмед Аднан Сайгун
Ахмед Аднан Сайгун (тур. Ahmed Adnan Saygun, 7 вересня 1907, Ізмір, Османська імперія — 6 січня 1991, Стамбул, Туреччина) — турецький композитор, творець першої державної опери Туреччини, дослідник народного турецького фольклору.

## Життєпис
Композитор народився в 1907 році в Ізмірі в сім'ї викладача математики. Музиці почав навчатися у приватного педагога з 13 років.
У 1934—1935 роках очолював Президентський оркестр. З 1936 року навчав студентів у консерваторії в Стамбулі. В цей же період мандрував по країні і збирав національні пісні. У 1955 році заснував Інститут національного фольклору, у якому вів дослідницьку діяльність. У 1964—1972 роках здійснював навчання в консерваторіях Анкари і Стамбула. Свою творчу діяльність розпочав у відповідності з програмою Ататюрка з розвитку мистецтва та освіти. Він склав 5 опер, які були першими для поліфонічного оркестру, а також безліч інших творів і композицій: балетів, симфоній, концертів для окремих інструментів. Всесвітню славу Сайгун отримав в 1947 році при виконанні ораторії «Юнус Емре». Твір було інтерпретовано на інші мови і відтворюється по всьому світу. У 1949 році він був удостоєний пальмових гілок академіка урядом Франції, у 1955 році отримав медаль Шиллера.
Сайгун зробив значний внесок у розвиток музики. Він входить до числа композиторів Турецької п'ятірки.
Помер Ахмед Аднан Сайгун у січні 1991 року. На його честь в Анкарі встановлено меморіал.